# Judith Koelemeijer
Judith Koelemeijer (Zaandam, 1967) is een Nederlands schrijfster en journaliste.

## Biografie
Koelemeijer studeerde Nederlands en Culturele Studies en volgde een cursus aan de postdoctorale opleiding Journalistiek. Na haar studie werkte ze bij de Volkskrant. In 2000 nam ze ontslag bij die krant om zich volledig te kunnen wijden aan het schrijven van haar debuutroman Het zwijgen van Maria Zachea, die in 2001 verscheen. Van deze familiegeschiedenis werden meer dan 250.000 exemplaren verkocht en het boek werd bekroond met de NS publieksprijs in 2002, het Gouden Ezelsoor in 2003 en de Zaanse Cultuurprijs.
In 2008 verscheen de biografie Anna Boom, die ook vertaald werd naar het Duits en daar verscheen onder de titel Das Leben der Anna Boom - die Geschichte einer mutigen Frau. Het boek stond in 2008 op de achtste plaats in de Nederlandse top tien van bestverkochte non-fictie boeken. In juni 2009 verscheen Mijn vader, de familie en ik in de reeks Literaire Juweeltjes. Koelemeijer schreef vanaf oktober 2009 samen met haar zus Rosa een interviewreeks voor het tijdschrift esta.
Augustus 2013 verscheen Hemelvaart. Het is haar eerste autobiografische boek en het gaat over het noodlottige einde van een vakantie op het Griekse Paros in 1985. In 2022 publiceerde Koelemeijer een biografie over Etty Hillesum. Met dit boek bereikte ze in 2023 de shortlist van de Libris Geschiedenis Prijs en een jaar later, in 2024, die van de Nederlandse Biografie Prijs. De jury van deze laatste prijs oordeelde dat het boek als biografie een waardig complement vormt  van Etty Hillesums eigen nagelaten werk.

## Bestseller 60
| Boeken met noteringen in de Nederlandse Bestseller 60 | Jaar van verschijnen | Datum van binnenkomst | Hoogste positie | Aantal weken | Opmerkingen |
| ----------------------------------------------------- | -------------------- | --------------------- | --------------- | ------------ | ----------- |
| Het zwijgen van Maria Zachea                          | 2001                 | 29-01-2003            | 11              | 33           |             |
| Anna Boom                                             | 2008                 | 13-02-2008            | 4               | 17           |             |
| Hemelvaart                                            | 2013                 | 28-08-2013            | 2               | 13           |             |
| Etty Hillesum                                         | 2022                 | 28-09-2022            | 9               | 6            |             |
| De redding                                            | 2025                 | 05-03-2025            | 12              | 5            |             |